# Louis de Nassau-Beverweerd
Louis de Nassau, seigneur de LaLecq et de Beverweerd, était un général et diplomate hollandais, né en 1602 et mort le 28 février 1665 à La Haye.

## Biographie

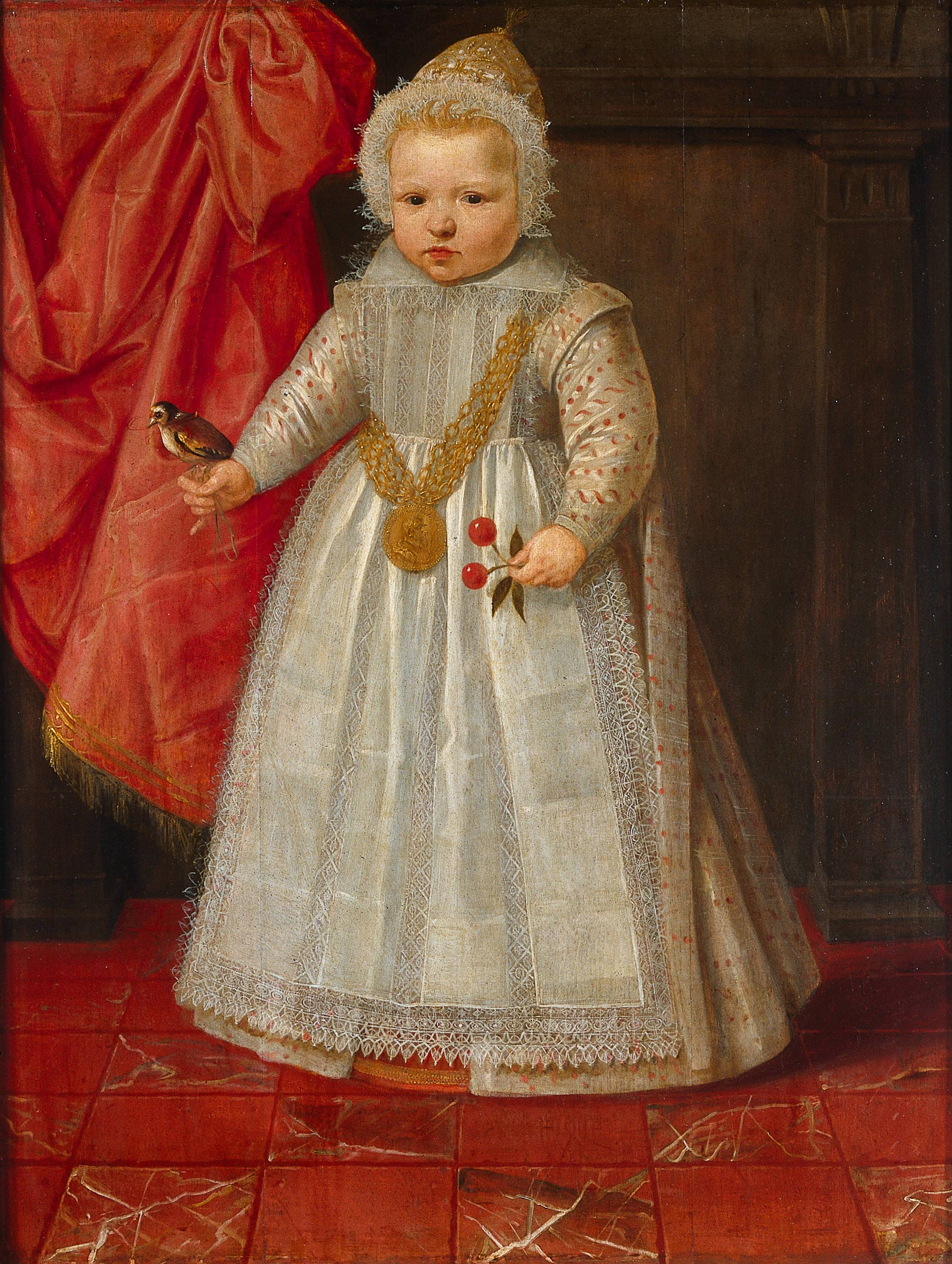
Portrait enfant.

Il est le fils bâtard de Maurice de Nassau et de Margaretha van Mechelen (en).
Il est le père de Henry Nassau, Lord Auverquerque.
Il rejoint l'armée et sert avec distinction en 1629. Colonel en 1632, il obtient la charge d'un régiment en 1635.
En 1640, il est envoyé à Paris pour informer le roi de France du mariage de Guillaume II d'Orange-Nassau avec Marie-Henriette Stuart.
Il passe général-major et gouverneur de Berg-op-Zoom en 1643.
Il est nommé gouverneur de Bois-le-Duc en 1658, puis il est envoyé comme ambassadeur en Angleterre en 1660.

## Sources
- (en) Cet article est partiellement ou en totalité issu de l’article de Wikipédia en anglais intitulé « Louis of Nassau, Lord of De Lek and Beverweerd » (voir la liste des auteurs).